# بيزووتر

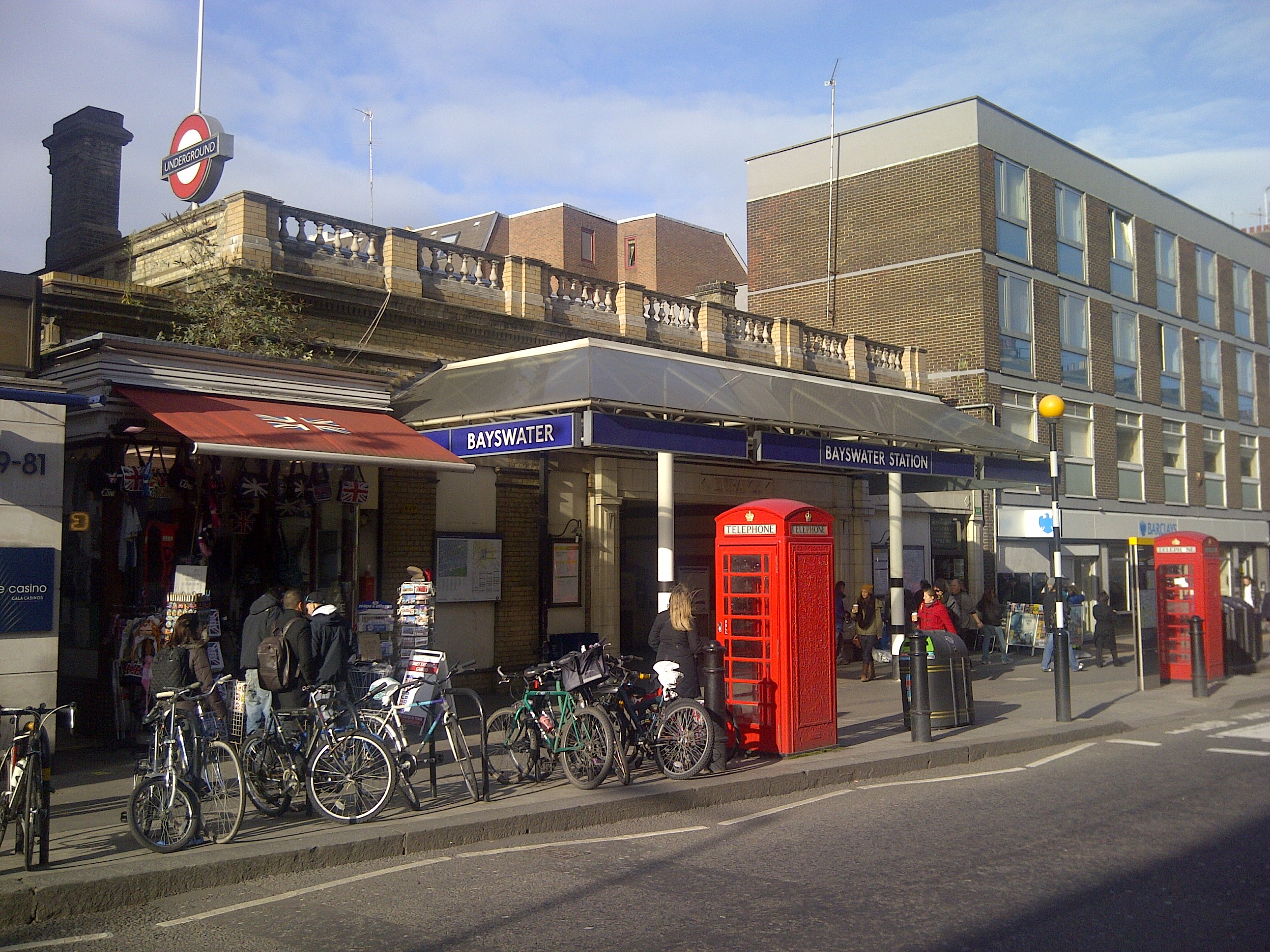
محطة بيزووتر.

بَيْزووتر حي يقع في غربي العاصمة البريطانية لندن، وتحديدا شمال الهايد بارك.
إلى جانب السكان الإنكليز، فهناك تواجد لجاليات متعددة في الحي، منها الجالية العربية واليونانية.

## أعلام
- كاثلين مكين جودفري
- وليام ليثابي
- هربرت لاوفورد